# سوبر سماش برذرز ألتميت
سوبر سماش برذرز ألتِميت (بالإنجليزية: Super Smash Bros. Ultimate)‏ هي لعبة كروسأوفر قتالية من تطوير بانداي نامكو ستوديوز و‌سورا ونشر نينتندو على منصة نينتندو سويتش. واللعبة هي الجزء الخامس من سلسلة « سوبر سماش برذرز »، وتابعاً للعبة سوبر سماش برذرز فور نينتندو 3دي إس و‌وي يو.
تم الإعلان عن ألتِميت في معرض E3 2018 وصدرت اللعبة في 7 ديسمبر 2018.